# Вагин, Яков Абрамович
Вагин Яков Абрамович (16 апреля 1926, Харьков — 19 февраля 2010) — полковник милиции в отставке, почётный гражданин г. Перми, один из основателей советской школы сыска, в течение 65 лет (1945—2010) работал в системе МВД, в течение 17 лет (1969—1986) возглавлял уголовный розыск Пермской области, с 1992 по 2010 год — председатель Совета ветеранов органов внутренних дел и внутренних войск ГУ МВД Пермского края, почётный сотрудник МВД.
Один из  сыщиков системы МВД советского периода, принимавший участие в раскрытии известных крупномасштабных дел того времени (в частности раскрытие и поимка банды братьев Ведерниковых, убивших милиционеров и кассира Сберкассы в Перми в 70-е годы, поимка кунгурского маньяка), один из основателей пермской школы сыска, воспитавший огромное количество учеников. Консультант художественного фильма «Один и без оружия» и фильмов документального цикла «Следствие вели с Леонидом Каневским»  Создатель, редактор и ведущий областного тележурнала «02» и радиопередачи «Всегда на страже», выходивших в 70-80-е годы XX века.

## Биография

### Детство и юношеские годы
Вагин Яков Абрамович родился 16 апреля 1926 года, в Харькове в многодетной семье рабочего.
После начала Великой Отечественной войны, его отец, как работник Харьковского завода[уточнить], вместе с семьёй был эвакуирован в Пермь.
В годы войны, когда отец сутками работал на заводе им. Свердлова и семья жила впроголодь, на плечи Я.А. Вагина легла вся забота о пропитании семьи. Подростком он работал на заводе им. Свердлова.

### Начало службы
25 марта 1945 года Я.А. Вагин по комсомольской путёвке был направлен в органы внутренних дел на должность оперуполномоченного отдела уголовного розыска милиции Молотовской области. В 1945—1947 годах обучался в Ленинградской школе МВД СССР.
В 1947 г. Я.А. Вагин был распределён в Якутию, в отдел по борьбе с бандитизмом, здесь он приобрёл важный опыт оперативной работы.
С 1952 по 1954 годы находился в командировке в городе Семипалатинск (Казахская ССР).
В 1954 году Я.А. Вагин с семьёй вернулся в Пермь, где продолжил работу в органах милиции — сначала в должности замполита 5-го отделения милиции г. Перми, однако уже через год, в 26 лет, он возглавил первое отделение милиции, а ещё через год по его инициативе было объединено два отделения милиции и создан первый в городе районный отдел милиции №1 (Ленинский район г. Перми), который он возглавил в 27 лет. Далее Я.А. Вагин последовательно возглавлял:
- Свердловский районный отдел милиции г. Перми,
- отдел профилактики Пермского облисполкома,
- отдел участковых милиции Пермского облисполкома.

### Уголовный розыск
Весной 1969 года Вагин был назначен начальником уголовного розыска Пермской области, который возглавлял в течение 17 лет, до 1986 года. На этой должности проявились лучшие профессиональные и человеческие качества Я. А. Вагина. При нём Пермь по раскрываемости тяжких преступлений вышла на третье месте в Союзе — после Москвы и Ленинграда.
Раскрывались практически все убийства и громкие дела. В качестве примера можно привести раскрытие и поимка банды братьев Ведерниковых, убивших милиционеров и кассира Сберкассы в Перми в 70-е годы, поимка кунгурского маньяка.
В 70-е годы Яков Абрамович раскрылся и как телеведущий — он создал и на протяжении десяти лет он был редактором и ведущим популярного в Пермской области областного тележурнала «02» и радиопередачи «Всегда на страже». Кроме того, Вагин являлся консультантом художественного фильма «Один и без оружия».
Я. А. Вагин обладал огромным авторитетом как среди сотрудников, а также среди руководства, он подготовил многих мастеров пермского сыска — Р. Акулов, Л. Мушников, С. Шкляев, Ю. Ушаков, А. Петров.

#### Громкие преступления

##### Дело Николая Гридягина
Расследованием дела Николая Гридягина занималось управление уголовного розыска во главе с Яковом Вагиным. Тогда ужас охватил весь Кунгур — некто в маске в тёмное время суток нападал на женщин. 20-летняя студентка, ехавшая навестить родителей на станцию Блины, была убита. Тело её было найдено в кустах, а её вещи были развешены в радиусе 20 метров. Одна деталь — все преступления совершались вдоль железной дороги.
«Тогда мы отработали много судимых, но это не дало результата, — вспоминает Лев Мушников. — Как позже выяснилось, Гридягин уезжал из Кунгура, а когда вернулся, то официально „не прописался“. На одном из грабежей он прихватил паспорт, и, отсоединив оттуда листок с пропиской, вклеил его в свой паспорт. Получалось, что в его паспорте значился адрес другого человека.
Началась долгая, кропотливая работа. Собака брала след, могла завести в Кунгурскую ледяную пещеру, могла — совсем в другое место. Оказалось, что преступник бродил по всему городу».
Затем был применён такой метод: милиционеры переодевались в женщин, специально ходили вечерами вдоль железнодорожного полотна, но всё безрезультатно. И вот когда приметы преступника были уже известны, удача: железнодорожная милиция задержала похожего человека — он днём вышел на железнодорожную насыпь с биноклем. При обыске у него на квартире были обнаружены все недостающие звенья его «вечернего антуража». «Взять его было уже делом времени, — говорит Лев Мушников. — К тому же там неподалёку располагалась воинская часть, и мы для работы использовали артиллерийский прицел ночного видения. Нами просматривалось сверху абсолютно всё. Но вот вздумалось ему выйти днём с биноклем — а поскольку все уже были предупреждены, то он и вызвал у наших коллег подозрение».

##### Злополучное дело братьев Ведерниковых
История братьев Олега и Игоря Ведерниковых - продолжалось семь лет.
Первое преступление было совершено братьями в ночь на 24 декабря 1974 года — на КП в селе Лобаново был убит дежурный милиционер Наиль Нохов - преступники постучали в дверь с просьбой о срочном звонке по телефону. Милиционер поверил им, и это стоило ему жизни: двое набросились на него, один свалил с ног, а второй стал наносить удары ножом по телу. Отобрав у Нохова пистолет ПМ, один из преступников расстрелял милиционера в упор. Окровавленное тело обнаружили только утром.
Оперативники долго не могли напасть на след — всё-таки Сибирский тракт, проезжающих очень много. Позднее, в Лобаново был убит инспектор ГАИ Мальцев.
В марте 1975 года было совершено разбойное нападение на отделение сберкассы на Пионерской улице. Одна из сотрудниц была убита, другая ранена. Совершить ограбление преступники просто не успели.
Здесь уже стало ясно, что действуют одни и те же люди. Как показала экспертиза гильз с места происшествия, они выпущены из одного пистолета.
Мы уже располагали почерком одного из предполагаемых преступников — видимо, ожидая, чтобы в помещении сберкассы не оставалось свидетелей, он заполнял ордера. Но и это ни к чему не привело.Лев Мушников
Дальше — новое убийство, причём с целью завладения автомобилем. На этот раз жертвой оказался гражданин Шерстнев. Его труп братья Ведерниковы поместили в багажник, а затем бросили в реку.
На этой машине братья поехали к Дому офицеров, во дворе которого был оборудован пост, где находился курсант ВКИУ. Но нападение с целью хищения оружия не удалось — один из братьев попал в приклад автомата, часовой стал перезаряжать оружие. Преступники бросили машину и бежали.
Сыщики выяснили личность хозяина машины, выяснили, что он пропал. Его труп позже нашли в реке. А планы братьев были такие — при помощи автомобиля и автомата совершить нападение на инкассатора. Но не получилось, и они приняли решение разъехаться. Причём, по договоренности, один из них, чтобы сесть и не попасться, специально совершил кражу.
Другой руководитель давно бы бросил это дело, но Яков Абрамович не такой. Благодаря тому, что мы активно работали и забрасывали всех многочисленными ориентировками, нам и поступила интересная информация. Один из осужденных поделился с кем-то из сокамерников, что ему известен человек, который причастен к нескольким убийствам в Перми. Такой вот у этого дела итог.Лев Мушников

### Особый стиль управления
Вагина Я. А. отличала человечность, забота о коллегах, подчинённых, близких и родных, мудрость как руководителя, так и человека. Многие отмечают его стиль управления. Требовательный руководитель, перед начальством он вставал горой за своих подчиненных. Поэтому его сыщики смело принимали нестандартные решения.
«Талант человечности» — так называлась одна из статей о его работе. Главное для него в работе был человек! Такой подход обеспечил ему уважение, авторитет и благодарность среди сыщиков и оперов, которые в ответ в лепёшку расшибались, но не подводили шефа.
Станислав Шкляев вспоминал: «Я с радостью утром шёл на работу, потому что знал, что увижу Вагина. Его было за что уважать и любить. Вагин был незаурядный, выдающийся человек. В нём чувствовалась такая сила духа, такая человеческая мощь, сильный ум, неукротимая воля, что он внушал к себе любовь и уважение всех, кто его знал. Он руководил огромным количеством людей — смелых, самостоятельных, уверенных в себе, — но они понимали его превосходство и его человеческое, а не формальное право управлять ими».
Кроме того, Вагин делал всё для обеспечения нормального быта своих ребят — именно он обеспечил многих сотрудников уголовного розыска квартирами. Именно он создал женсовет из числа жён своих ребят, понимая, что если в семье мир и покой, понимание и бытовая устроенность, то и опер работает эффективней, ни о чём кроме работы не заботясь.
Именно Вагин внедрял передовые средства для раскрытия преступлений. Например, для раскрытия убийств в Березниках впервые использовали приборы ночного видения. Вагин обеспечивал все необходимые условия для работы, особенно в командировках — от питания до автомобилей и вертолётов. Приезжая в район он поднимал на ноги всё местное начальство и требовал от них всё необходимое для работы.
Состав групп у Вагина доходил до 40-50 человек, составленных из специалистов разного профиля. Это дало ему титул — «часовщик», поскольку люди у него чётко работали каждый на своем месте.
Помимо создания условий для работы, Вагин умело руководил операциями. Составлял планы оперативных мероприятий, давал задания, обсуждал версии преступления. Блестящий организаторский талант, огромный оперативный опыт, который он непрерывно передавал своим сыщикам, их преданность своему начальнику, готовность работать сутками с полным напряжением всех сил — всё это позволяло раскрывать преступления в кратчайшие сроки.

### Совет ветеранов
В течение последних двух десятков лет Я. А. Вагин возглавлял Совет ветеранов органов внутренних дел и внутренних войск Пермской области. У него более десяти тысяч пенсионеров, отдавших лучшие годы своей жизни борьбе с преступностью. Здесь Я. Вагин решал вопросы оказания материальной помощи ветеранам, оформления социальных льгот, занимался решением проблем, связанных со здоровьем пенсионеров.

## Звания, награды и достижения
- Полковник милиции в отставке,
- почётный гражданин города Перми,
- почётный сотрудник Министерства Внутренних Дел,
- награждён двумя знаками «Заслуженный работник МВД»,
- золотой знак «Отличник милиции»,
- включен в энциклопедию «Лучшие люди России».
- Именем Я. Вагина названа школа допрофессиональной полицейской подготовки в Перми.[3]
- Именем Я. Вагина названа школа №136 Перми.